# All Kinds of Everything
All Kinds of Everything (всё вокруг) — песня авторства Дерри Линдсея (Derry Lindsay) и Джеки Смита (Jackie Smith), исполняемая певицей Даной и победившая на конкурсе песни Евровидение в 1970 году с 32 баллами. Это была первая победа Ирландии на данном конкурсе. Песня — о том, что «всё напоминает о возлюбленном».
Песня поднималась до 25 позиции в Go-Set Australian charts, до первой позиции в Списке синглов № 1 Великобритании, где держалась две недели (всего 16 недель в чарте), и пр.
В честь этой песни Дана назвала в 2007 году автобиографию.